# Talais
Talais – miejscowość i gmina we Francji, w regionie Nowa Akwitania, w departamencie Żyronda.
Według danych na rok 1990 gminę zamieszkiwało 599 osób, a gęstość zaludnienia wynosiła 39 osób/km² (wśród 2290 gmin Akwitanii Talais plasuje się na 645. miejscu pod względem liczby ludności, natomiast pod względem powierzchni na miejscu 740.).